# Essengraben
Der Essengraben (früher auch Esengraben) ist eine Rotte der Marktgemeinde Schwarzenbach im Bezirk Wiener Neustadt-Land in Niederösterreich.

## Geografie
Essengraben liegt im gleichnamigen Tal Essengraben im südlichen Rosaliengebirge im niederösterreichischen Industrieviertel.

## Ortsname
Eine ältere Schreibweisen des Ortsnamens ist „Eßengraben“. In der Josephinischen Landesaufnahme wird der Ort auch „Esengraben“ genannt.
Beim Wort „Essen-“ handelt es sich vermutlich um eine Esse, was darauf hindeuten könnte, dass es im Essengraben früher eine oder mehrere Schmieden gab.

## Geschichte
Vor Christi Geburt war das Gebiet Teil des keltischen Königreiches Noricum und gehörte zur näheren Umgebung der keltischen Höhensiedlung Burg auf dem Schwarzenbacher Burgberg. Später unter den Römern lag der heutige Essengraben dann in der Provinz Pannonia.
Essengraben ist schon seit jeher Rotte der Marktgemeinde Schwarzenbach und teilte daher auch immer deren Geschichte.
Laut Adressbuch von Österreich waren im Jahr 1938 in Essengraben vier Landwirte mit Ab-Hof-Verkauf ansässig.

## Wirtschaft und Infrastruktur
Die meisten Einwohner Essengrabens leben von der Land- und Forstwirtschaft. Andere müssen zum Arbeiten auspendeln.